# Хазіра – Бхедбут – Дахедж
Хазіра – Бхедбут – Дахедж – газопровідна система на південному сході індійського штату Гуджарат, яка належить компанії Gujarat State Petronet Limited (GSPL).
Використання блакитного палива почалось у Гуджараті ще в середині 1960-х, коли для монетизації ресурсу попутного газу нафтових родовищ Анклешвар та Камбей проклали перші індійські газопроводи Анклешвар – Ютран та Камбей – Дхуваран. За два десятиліття по тому в Аравійському морі на захід від узбережжя штату Махараштра почалась розробка найбільшого газового родовища Індії Бассеін, газопереробний завод для якого спорудили на крайньому південному сході штату Гуджарат у Хазірі. Звідси підготована продукція спрямовувалась передусім у північні провінції країни по трубопроводу Хазіра – Віджайпур, проте ресурс подавали і до найближчих районів Гуджарату, наприклад, через введений в дію у 1999-му газопровід компанії Gujarat Gas Limited довжиною 73 км та діаметром 450 мм, який пройшов від Хазіри до Анклешвару.
Втім, повномасштабна газифікація штату почалась лише з реалізацією проекту видобутку на офшорному газовому родовищі Хазіра поблизу узбережжя Гуджарату. Продукцію родовища спершу транспортують по введеному в дію у 2001-му трубопроводу довжиною 14 км та діаметром 900 мм, який пролягає від маніфольду до району Мора, звідки розходяться належні компанії GSPL трубопроводи на південь (Мора – Вапі) та північ. В останньому випадку з розривом у кілька років спорудили дві ділянки діаметром 600 мм, а саме:
- в 2004/2005 фінансовому році стала до ладу ділянка довжиною 58 км від Мори до Сейджод в околицях Анклешвару;
- в 2001/2002 році проклали трубопровід довжиною 45 км від Амболі в околицях Анклешвару до Дахеджу. Оскільки він з’явився на три роки раніше ділянки від Мори, первісно джерелом ресурсу був згаданий вище газопровід компанії Gujarat Gas Limited Хазіра – Анклешвар. Також можливо відзначити, що перехід під устям річки Нармада довжиною 1,2 км виконали за допомогою спрямованого горизонтального буріння.
На північному березі Нармади траса проходить через Бхедбут, який став вихідним пунктом для належної тій же GSPL трубопровідної системи Бхедбут – Ананд – Мехсана. Крім того, від ділянки Мора – Анклешвар через перемичку завдовжки 22 км живиться потужна ТЕС SUGEN. В Дахеджі споживачем ресурсу можуть бути ТЕС DGEN Mega, ТЕЦ Дахедж компанії GACL та ТЕЦ Дахедж компанії RIL.
Можливо також відзначити, що на початку 21 століття у Індії виник дефіцит природного газу, для покриття якого запустили кілька терміналів по прийому зрідженого природного газу. При цьому перші два, введені в дію у 2004 та 2005 роках, розташовані саме в Дахеджі та Хазірі.